# Romanian Mioritic Shepherd Dog
Il  Romanian Mioritic Shepherd Dog o mioritico o Ciobănesc Românesc Mioritic o Barac (vecchio nome) è un cane di taglia grande di tipo molossoide che ha avuto origine in Romania nella regione dei monti Carpazi selezionato per la guardia e custodia del bestiame.
Altri nomi con cui è chiamato sono: ciobanesti mioritici, mioritic pastor kutya, chien de berger roumain de mioritza.

## Storia
La razza pende il nome dalla parola romena mioritca = pecorella, che è anche il nome di una popolare ballata.
Razza molto antica selezionata dai pastori della regione dei Carpazi di Sibiu (Mărgineni) o Săcelele Brașov, da qui prende il nome popolare di Mioritic " pastore Barak". Secondo un'ipotesi storica pare che la razza abbia origine da migrazioni di tribù celtiche; secondo un'altra ipotesi pare che la razza, quasi sconosciuta al di fuori del suo Paese d'origine, per le caratteristiche molossoidi, possa aver avuto una origine dai molossi orientali.
Fin dagli anni 1934 e 1935, l'Istituto Nazionale di Zoologia della Romania ha pubblicato le prime descrizioni del cane pastore due razze: Mioritic e del pastore dei Carpazi. Durante la prima mostra canina nazionale romena a Bucarest nel 1935, furono presentati 86 esemplari di cane pastore nativi, venuti da tutte le parti del paese. Sei furono premiati con medaglie d'oro. Nel 1937 venne organizzato dall'Associazione dei proprietari di cani una nuova una mostra canina a Timișoara. Infine, nel 1938, fu aperto il libro genealogico delle due razze: Mioritic e pastore dei Carpazi.
Con la crisi economica, la guerra e la successiva dittatura sovietica fu nei fatti impedito lo sviluppo delle razze da pastore romene, fino al loro totale abbandono per circa tre decenni.
Solo con la ricostituzione dell'Unione dei Kennel Clubs della Repubblica Socialista di Romania nel 1969, sono state riprese le attività di recupero e salvaguardia iniziate prima della guerra. Grazie anche al sostegno del Ministero dell'incremento agricolo sono stati fatti studi per recuperare e incoraggiare l'allevamento delle razze autoctone da pastore. Venne iniziata un'intensa attività di classificazione e riconoscimento di tutti i cani presenti nei territori montuosi della Romania; così come era stato iniziato durante gli anni 30. Ciò al fine di mappare queste due razze fino ad allora sconosciute alla cinofilia internazionale.
Successivamente grazie al dono di un esemplare cucciolo di mioritic al figlio di Ceausescu: Nicolae Ceausescu si ebbe un certo interesse da parte del potere politico romeno per la razza.
Lo standard di razza fu disegnato per la prima volta dalla Associazione cinologica Romena nel 1981 in occasione di un importante raduno cinofilo effettuato nella città di Rădăuți. Questo Standard venne successivamente modificato nel 2002.
Il riconoscimento ufficiale della razza, da parte della FCI, è avvenuto il 6 luglio 2005 a Buenos Aires, con l'FCI-Standard N° 349.
Il mioritic è stato riconosciuto dal United Kennel Club il 1º luglio 2006.

## Descrizione

### Aspetto
Il Mioritico è alto circa 65-85 centimetri (26-33 pollici) al garrese e pesa 50-65 chilogrammi. Ê cane massiccio coperto da uno spesso e lungo pelo; questo può essere di colore bianco, con o senza macchie grigio chiaro, grigio scuro/nero o crema oppure completamente grigio chiaro.
I maschi sono di solito più grandi e più forti rispetto alle femmine (dimorfismo sessuale).
La testa è moderatamente larga, leggermente bombata con cranio occipitale e ben pronunciato.
Il muso è leggermente più corto della testa, non a punta, con le labbra sono adese e le mascelle potenti.
Gli occhi sono di medie dimensioni, con taglio obliquo di color nocciola o ambra, ha un'espressione calma e intelligente.
Le orecchie hanno un'attaccatura alta con la forma di V, arrotondato nella parte superiore e lunghe circa 10 a 15 cm.
La coda è portata alta rispetto al dorso; a riposo la coda pende raggiungere i garretti con una punta leggermente ricurva, mentre quando il cane è in movimento la coda è portata, con la parte posteriore in alto, essa però non è mai ricurva sulla linea dorsale.

### Temperamento
Questo cane da montagna ha come principale caratteristica distintiva la disciplina. È un cane tranquillo e ben educato. Questo cane è stato utilizzato come protettore della mandria, è molto attaccato alla famiglia e va fino in fondo anche a rischio della propria vita nella protezione di coloro che sono affidati a lui; le sue capacità di difesa si sono selezionate nei secoli contro predatori come orsi, lupi e linci.

È ritenuto spesso capace di contrastare efficacemente e sopravvivere all'attacco di un orso.
La selezione nei secoli ha nel cane determinato una forte capacità di legame forte il suo leader (capobranco), che va preliminarmente stabilita prima di qualunque addestramento.
Esso è naturalmente diffidente con gli estranei, mentre è molto attaccato ai bambini verso i quali è estremamente tollerante e protettivo.
Non adatto alla vita in città senza spazi e territori adeguati.

### Salute
Sia pure raramente, tra i cani di taglia gigante, il mioritic può essere soggetto a displasia dell'anca e del gomito, anche se questa è una patologia a carattere ereditario. Inoltre è preferibile evitare un solo pasto al giorno per evitare la torsione gastrica.
Di solito ha un'aspettativa di vita di 12-14 anni.